# Cultura Chancay

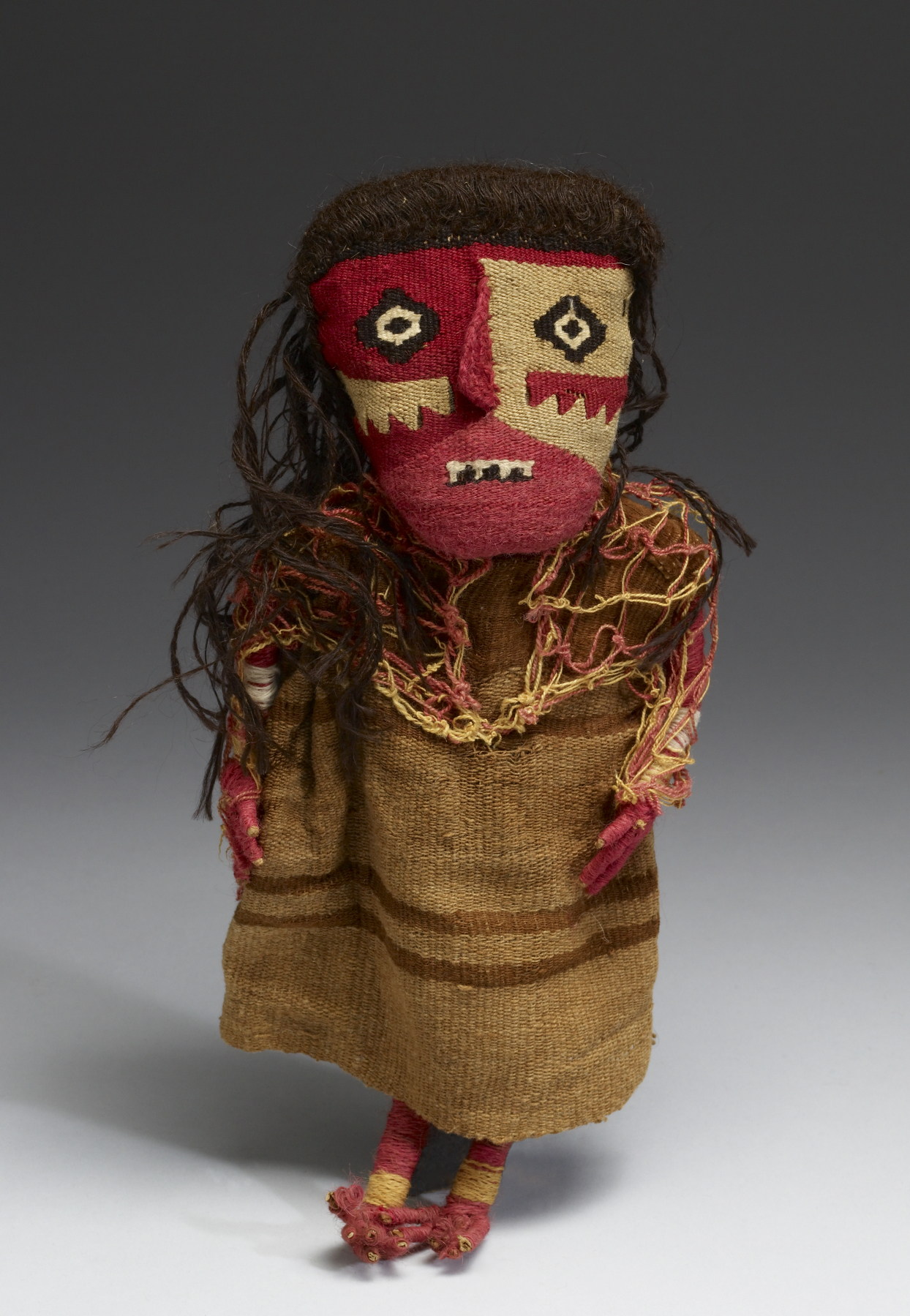
Una bambola di tessuto Chancay

I Chancay sono stati una civiltà precolombiana sviluppatasi in alcune valli situate lungo la costa centrale dell'attuale Perù dall'anno 1000 al 1470 circa.

## Storia

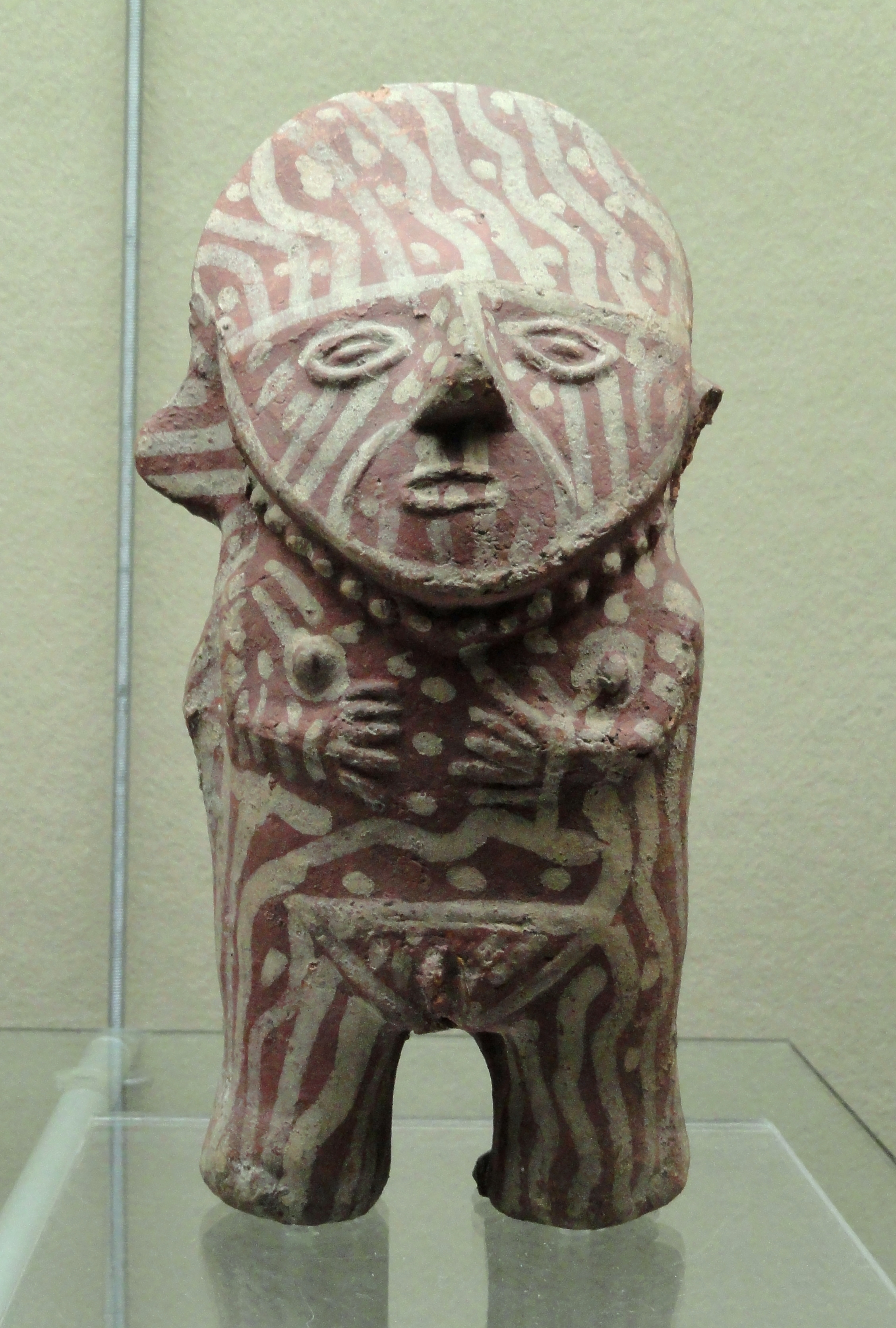
Una statuina Chancay raffigurante una donna

Non vi sono molte informazioni sulla civiltà Chancay, che si sviluppò nel periodo finale dell'Impero Inca. Questa cultura è emersa dopo la caduta della Cultura Huari. Alcune zone a sud dell'area di Chancay furono conquistate dai Chimù nel XV secolo e gli Inca, intorno al 1450, occuparono entrambe le aree. Si pensa che i Chancay abbiano avuto una struttura politica centralizzata, formando un piccolo stato regionale. Così la cultura Chancay declinò nel XV secolo per fare posto all'espansione territoriale dell'Impero Inca.
Occupando la parte centrale della costa del Perù, i Chancay erano concentrati principalmente nelle valli di Chancay e di Chillòn, anche se occupavano altre aree come le valli di Rimac e Lurin. Il centro della cultura Chancay era situato a 80 km a nord di Lima. È una regione deserta ma sono presenti territori fertili bagnati da fiumi ed è ricca di risorse che hanno permesso lo sviluppo agricolo. 
I Chancay svilupparono intense relazioni commerciali con altre regioni, interagendo con diverse culture e insediandosi in un'ampia area.

## Economia
La cultura Chancay basava la propria economia sull'agricoltura, sulla pesca e sul commercio. Le riserve d'acqua e i canali di irrigazione furono costruiti da ingegneri parallelamente allo sviluppo dell'agricoltura. I Chancay commerciarono anche con altre regioni o via terra attraverso gli altopiani peruviani e la giungla o via mare da nord a sud dei loro confini.
Gli insediamenti a Lauri, Lumbra, Tambo Blanco, Handrail, Pisquillo Chico e Tronconal si focalizzarono principalmente sulla produzione artigiana di ceramiche e tessili.

## Ceramica

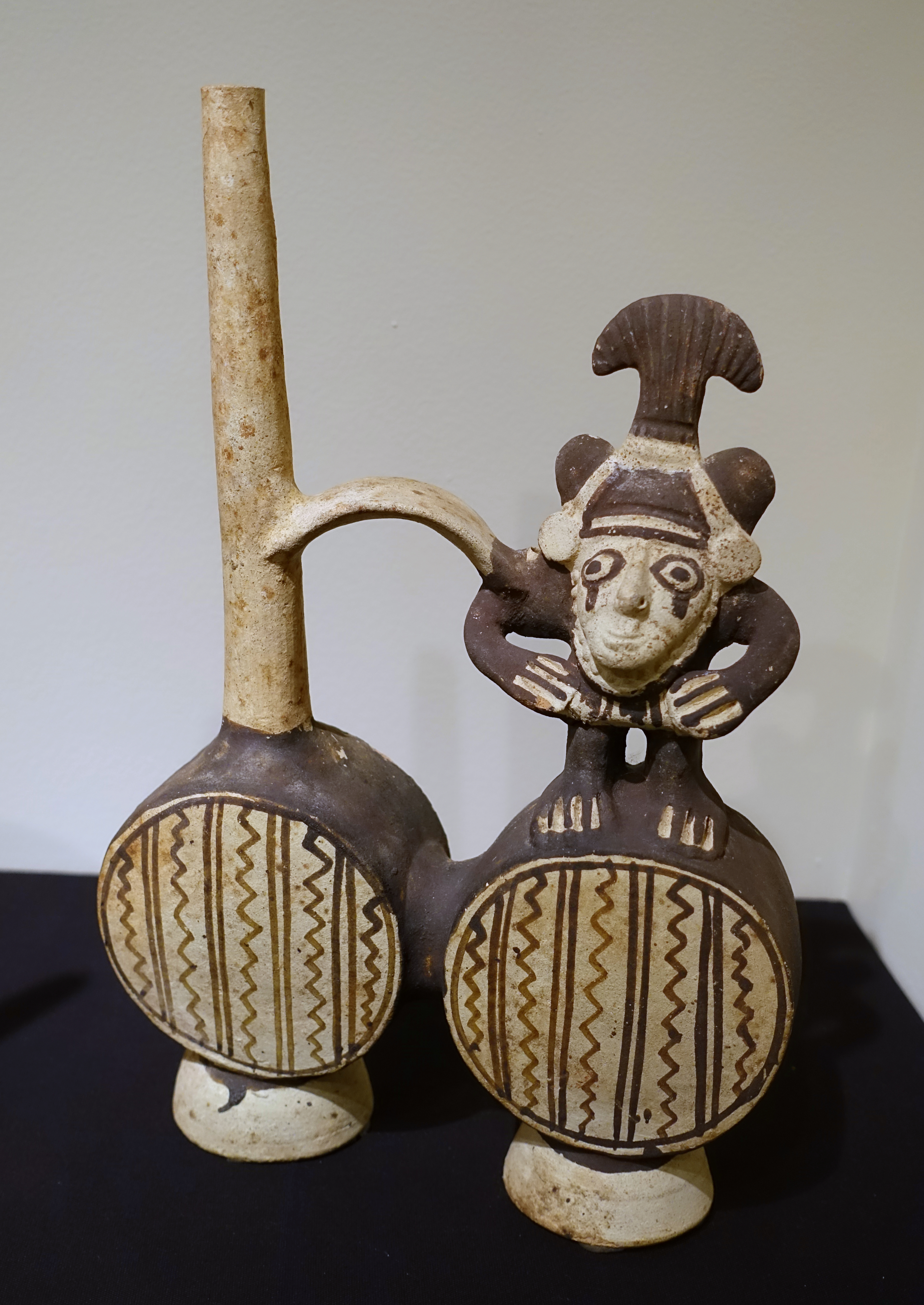
Recipiente in ceramica (1100 - 1300 d.C.)

La maggior parte delle ceramiche trovate proviene dalle necropoli situate a Ancon e Chancay. 
le forme più comuni sono vasi oblunghi, brocche con collo largo, dove è presente una decorazione di facce, statuette raffiguranti uomini e donne con le braccia alzate e vasi modellati a forma di animali, come uccelli e lama e anche figure femminili con braccia corte. La superficie delle ceramiche è ruvida ed è decorata di nero su uno sfondo chiaro.
altre figure ricorrenti sono le onde del mare, serpenti a due teste e il cosmo.
Per la produzione delle ceramiche venivano utilizzati anche degli stampi.

## Tessuti

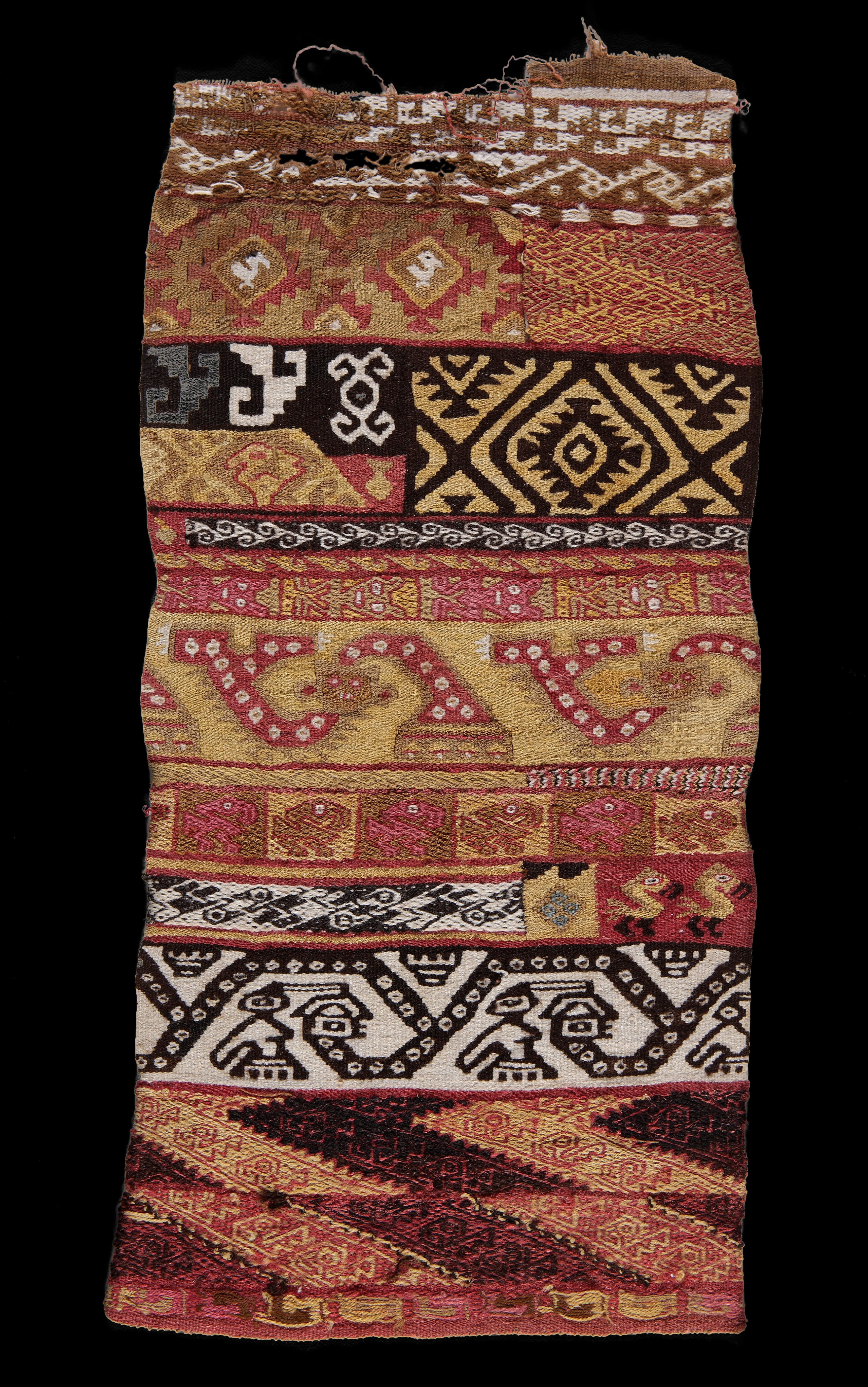
Tappeto (1000 - 1400 d.C.)

La cultura Chancay ha raggiunto un elevato grado di sviluppo nella produzione tessile grazie a nuove tecniche. Lavoravano la lana di lama con cotone e piume per fare vari capi di abbigliamento, borse e maschere funerarie. erano tessitori esperti e i motivi principali erano: uccelli, pesci e disegni geometrici. i colori utilizzati erano quelli presi dalla natura. le piume erano molto importanti, perché grazie ai loro colori si potevano creare molte combinazioni nei capi di abbigliamento; le piume venivano cuciti sui tessuti. Grazie al clima secco, i tessuti si sono conservati molto bene. 

## Lavori con il legno

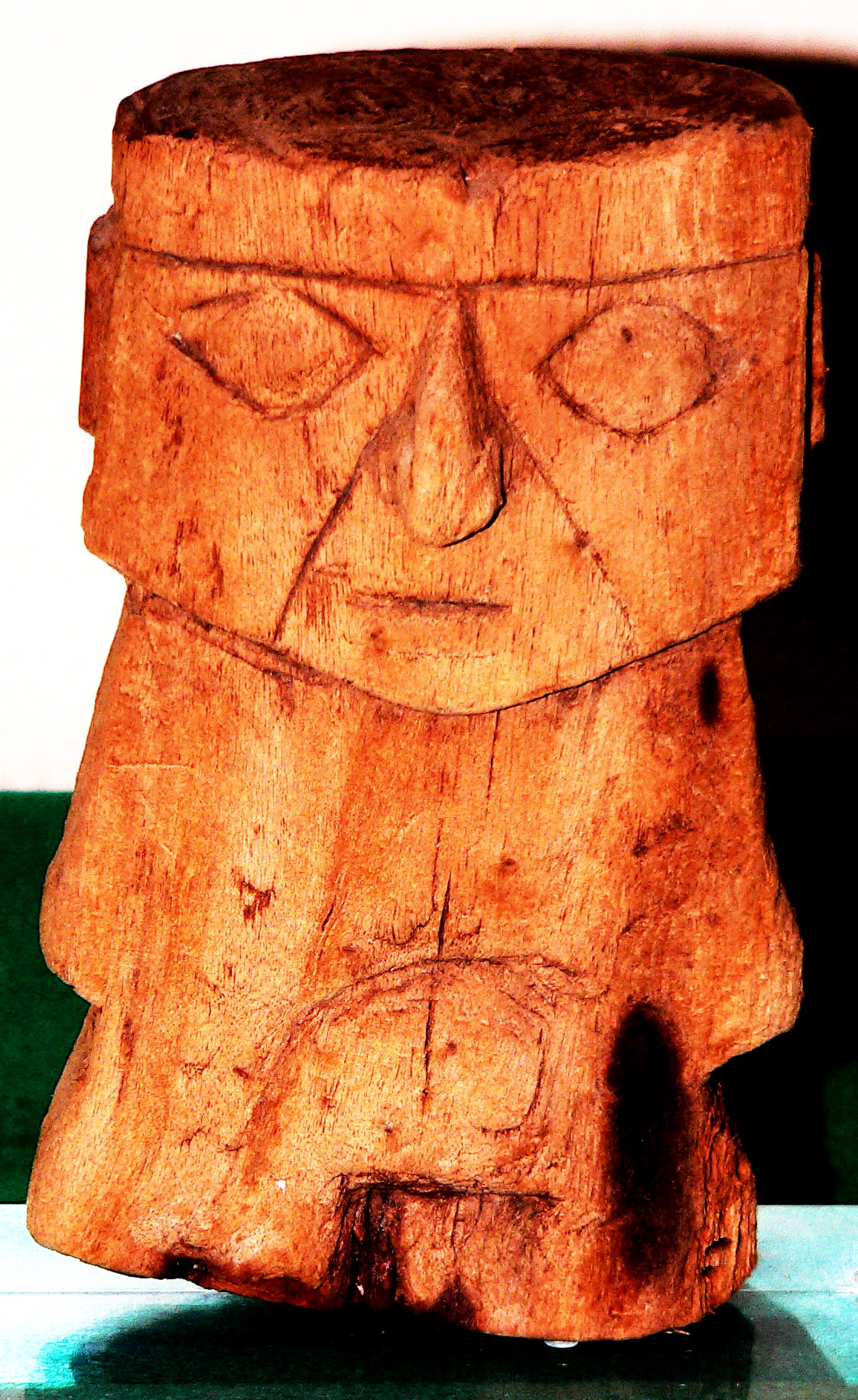
Idolo ligneo (1200 - 1470 d.C.)

Le sculture in legno sono caratterizzate dalla semplicità e dalla naturalezza delle forme in opposizione con la raffinatezza dei tessuti. I motivi raffigurati erano marittimi. 
con il legno sono stati prodotti anche diversi strumenti per il lavoro tessile, per l'attività agricola e per la pesca, oggetti per il culto e oggetti per la distinzione della status sociale. si rappresentano anche immagini umane come le maschere messe sulle mummie delle persone più importanti con cui si sottolinea anche l'importanza di alcune divinità o di un antenato. le immagini umane raffigurate possono poi, in generale, rappresentare uno stato di potere politico soprattutto quando queste figure appaiono sui bastoni. 

## Tombe
le tombe vengono fatte scavando una camera rettangolare nel terreno a più di tre metri di profondità e contengono delle offerte in cui ci sono utensili, attrezzi agricoli e tessuti. I cimiteri Chancay hanno rivelato due tipi di sepolture: i nobili venivano sepolti in camere rettangolari o quadrate fatte da bastoni e fango ed erano profonde 2-3 metri. venivano riempite con offerte fatte da ceramiche, tessuti, oro, argento. le sepolture delle persone comuni, venivano invece, fatte in prossimità della superficie e le offerte erano poche e contenevano principalmente semplici tessuti.